# Epropetes atlantica
Epropetes atlantica är en skalbaggsart som beskrevs av Martins 1975. Epropetes atlantica ingår i släktet Epropetes och familjen långhorningar. Inga underarter finns listade i Catalogue of Life.